# Elachiptereicus
Elachiptereicus là một chi ruồi trong họ Chloropidae.